# Pseudoptygonotus adentatus
Pseudoptygonotus adentatus is een rechtvleugelig insect uit de familie veldsprinkhanen (Acrididae). De wetenschappelijke naam van deze soort is voor het eerst geldig gepubliceerd in 2006 door Zheng & Yao.